# Felgueiras (Porto)
Felgueiras is een plaats en gemeente in het Portugese district Porto.
De gemeente heeft een totale oppervlakte van 116 km² en telde 57.595 inwoners in 2001.

## Plaatsen in de gemeente
- Aião
- Airães
- Borba de Godim
- Caramos
- Friande
- Idães
- Jugueiros
- Lagares
- Lordelo
- Macieira da Lixa
- Margaride
- Moure
- Pedreira
- Penacova
- Pinheiro
- Pombeiro de Ribavizela
- Rande
- Refontoura
- Regilde
- Revinhade
- Santão
- São Jorge de Vizela
- Sendim
- Sernande
- Sousa
- Torrados
- Unhão
- Várzea
- Varziela
- Vila Cova da Lixa
- Vila Fria
- Vila Verde